# Registrazione video magnetica
Il termine registrazione video magnetica (RVM) si riferisce a sequenze video che, per poter essere trasmesse in televisione in differita oppure archiviate per usi successivi, sono state registrate su nastro magnetico con la tecnologia della videoregistrazione analogica.

## Storia
La tecnologia si sviluppò in ambito televisivo durante gli anni '50 del ventesimo secolo. Una delle prime applicazioni fu la trasmissione dello stesso programma televisivo in orari diversi, per ovviare alle differenze di fuso orario presenti attraverso gli Stati Uniti. Nel corso degli anni '60, '70 e '80 fu sfruttata ampiamente, per esempio per la realizzazione di servizi telegiornalistici.
In ossequio a quest'ultimo uso, il termine viene oggigiorno ampiamente usato in televisione per designare un qualsiasi filmato registrato e messo in onda, anche se realizzato con una tecnologia diversa, come per esempio la registrazione digitale.

## Evoluzione
Col passare del tempo si vanno delineando due figure che discendono da questa tecnologia: il tecnico RVM e il montatore, quest'ultimo va ad occupare un'area centrale nel processo di post-produzione, mentre il tecnico RVM va ad affiancare al reparto tecnico in produzione, di fatto completandolo.
La differenza sostanziale si trova nelle apparecchiature usate e nel tipo di lavoro: mentre il montatore usa per lo più il personal computer che gli consente, attraverso l'uso di programmi come Avid, Edius, Final Cut Studio e Adobe Premiere Pro, di espletare la sua funzione, il tecnico RVM usa un numero svariato di apparecchiature, in quantità sempre maggiori e in continuo aggiornamento; si passa dalle macchine di registrazione su nastro (BETACAM, IMX, HDCAM), a macchine di registrazione su supporto ottico (XDCAM, DVD RECORDER) fino alla registrazione su computer o video server, per creare successivamente file da poter distribuire a chi ne ha esigenza (H264 recorder collegato via FireWire, Thunderbolt o Usb al PC). Inoltre si occupa dei lanci pubblicitari e dei rientri dagli stessi.
Per quanto riguarda i replay e gli highlight l’apparecchiatura video server leader nel settore è l'EVS, che permette la registrazione e riproduzione simultanea per la lavorazione istantanea di immagini appena registrate, con la possibilità di registrare fino a un massimo di dodici segnali video contemporaneamente: a ogni segnale video poi può essere associato un massimo di sedici tracce audio; il tutto avviene su supporti di memorizzazione digitale quali gruppi di dischi fissi o anche i più recenti SSD allo stato solido, che hanno raggiunto velocità e affidabilità molto elevate. Nel caso di produzioni complesse che richiedono un numero maggiore di registrazioni contemporanee, più sistemi vengono collegati in rete e gestiti da più tecnici RVM in modo collaborativo.